# Яценко Олександр Іванович (футболіст)
Олекса́ндр Іва́нович Яце́нко  (нар. 24 лютого 1985, Київ) — український футболіст, захисник аматорського клубу «Вікторія» (Миколаївка), екс-гравець національної збірної України, віце-чемпіон Європи 2006 року серед молодіжних команд.

## Клубна кар'єра
Виступав у командах: «Динамо-2» Київ (2001/02 — 2004/05) — 73 гри (4 м'яча), «Динамо-3» Київ (2001/02) — 8 ігор, «Динамо» Київ (2002/03 — 2004/05) — 10 ігор, ФК «Харків» (2005/06, 2006/07) — 37 ігор (1 м'яч), «Дніпро» Дніпропетровськ — дубль (2006/07).
Протягом 2007—2009 років захищав кольори одеського «Чорноморця». З початку 2010 року виступав у складі маріупольського «Іллічівця».
5 лютого 2012 року підписав річний контракт із бобруйською «Білшиною». Після завершення сезону в білоруському чемпіонаті повернувся до України, де продовжив виступати за харківський «Геліос».

## Виступи у збірних
У молодіжній збірній України провів 28 матчів (3 голи), віце-чемпіон Європи 2006 року (U-21). У юнацькій збірній України провів 24 матчі (3 голи), учасник чемпіонату світу 2005 року (U-20). Півфіналіст чемпіонату Європи 2004 року (U-19).
У складі національної збірної України провів один матч.